# SMS Kaiser (1911)
SMS Kaiser byla vedoucí bitevní loď stejnojmenné třídy německého císařského námořnictva. Ve službě byla v letech 1911–1919. Účastnila se bojů první světové války, po jejím skončení byla internována na britské základně ve Scapa Flow, kde ji roku 1919 potopila vlastní posádka.

## Stavba

Kaiser při přehlídce pro německého císaře Viléma II.

Plavidlo postavila loděnice Kaiserliche Werft Kiel v Kielu. Stavba byla zahájena v prosinci 1909, na vodu byla loď spuštěna 22. března 1911 a do služby přijata 1. srpna 1912.

## Služba

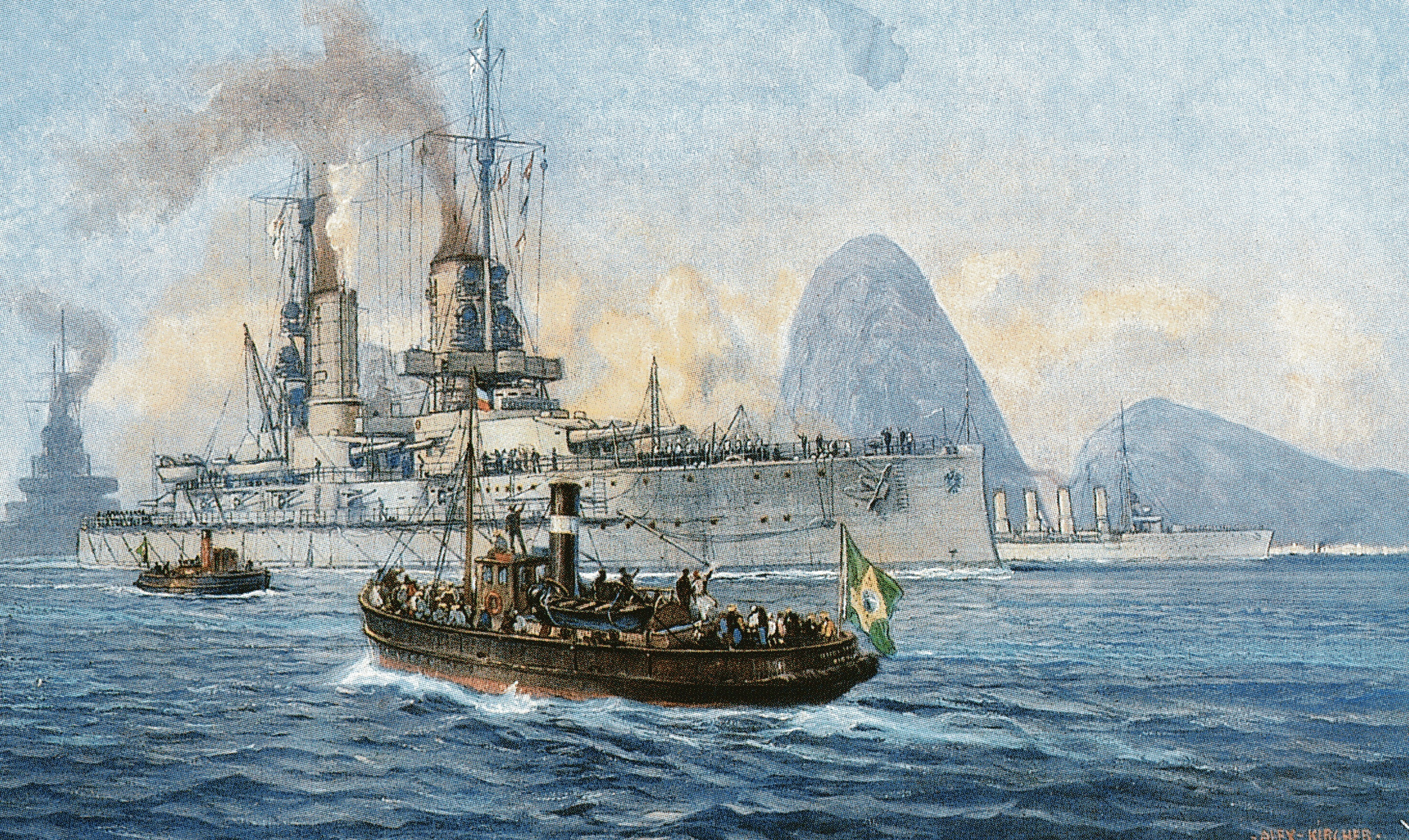
Bitevní loď Kaiser během návštěvy Rio de Janeira

V roce 1913 provedla bitevní loď Kaiser a její sesterská loď SMS König Albert plavbu do Jižní Ameriky a Jižní Afriky. Za první světové války se zúčastnila většiny hlavních operací loďstva. Bojovala v bitvě u Jutska ve dnech 31. května až 1. června 1916, během níž byla dvakrát zasažena a utrpěla zanedbatelné škody. Loď byla také přítomna během operace Albion v Baltském moři v září a říjnu 1917 a při druhé bitvě u Helgoladské zátoky v listopadu 1917.
Po skončení války byl Kaiser, stejně jako většina lodí německého námořnictva, internován v britské námořní základně na Orknejských ostrovech Scapa Flow. Dne 21. června 1919 zde loď potopila vlastní posádka. Vrak lodi byl v roce 1926 vyzvednut a sešrotován v letech 1929 až 1937.